# Cerococcus mirandae
Cerococcus mirandae är en insektsart som beskrevs av Lambdin 1987. Cerococcus mirandae ingår i släktet Cerococcus och familjen Cerococcidae. Inga underarter finns listade i Catalogue of Life.